# Net Applications
Net Applications — фірма, яка займається веб-аналітикою. Компанія широко відома тим, що веде дослідження і глобальну статистику частки світового ринку для веб-браузерів і операційних систем.

## Історія
З 1999 року Net Applications була першоджерелом для вебмайстрів і електронного маркетингу. Штаб-квартира компанії знаходиться в Алісо-В'єхо, Каліфорнія. На поточний момент Net Applications поширює свої послуги через більш ніж 7000 партнерів і філій.

## Критика
Хоча статистичні дані, опубліковані компанією, зазвичай ставлять операційні системи, продані Microsoft (Windows) і Apple (Mac OS X) з високою часткою ринку в категорії настільних комп'ютерів (до 2013 року), Вінсент Віззаккаро заявив, що Microsoft і Apple є серед клієнтів компанії. Компанія також визнала, що їхня статистика викривлена.